# 蘭陽大橋
蘭陽大橋是位於台灣宜蘭縣宜蘭市與五結鄉之間南下及北上分向單行的雙座橋樑，跨越蘭陽溪，長785公尺，兩座橋梁寬度均為15公尺，屬於台9線的一部分，北上車道橋梁先於1991年8月5日竣工通車，是第二代蘭陽大橋，同日並停用下游側建於日治時期的舊蘭陽大橋。
新橋通車後，公路局接續於上游側一旁再建一座相同長度及寬度的第二蘭陽大橋，於1994年6月完工、7月通車，為南下車道橋梁，兩橋合計共有六車道，是宜蘭縣交通量最大的橋樑之一。

## 改建計畫
現有橋梁梁底高度過低通洪斷面不足，曾因颱風洪水暴漲封橋，故交通部公路局東區養護工程分局啟動改建計畫。新橋預計優選採用懸臂施工法預力混凝土箱型梁橋，全長1,340公尺寬度35公尺並維持原有車道數量，改善計畫經費25.28億元，採半半施工，目前綜規預定2024年底完成，設計部分預定2025年底完成，預定2026年3月發包施工，2030年底前完工。

## 資料來源
1. ↑  〈蘭陽大橋五日完工通車 九月起新橋上游將再建另一座新橋〉，《中國時報》，1991年8月1日，第14版宜蘭縣新聞。
2. ↑  〈新蘭陽大橋今通車 民眾要求暫緩封閉舊橋 以紓解交通〉，《中國時報》，1991年8月5日，第14版北基宜花縣市新聞。
3. ↑  . 蘭陽資訊網.   [2016-03-06]. （原始内容存档于2020-02-18） （中文（臺灣））.
4. ↑  〈舊蘭陽大橋整建六月完工 警方擬將新舊兩橋規劃為單行道〉，《中國時報》，1994年5月17日，第14版宜蘭縣新聞。